# Foote (Schiff, 1942)
Die USS Foote (DD-511) war ein Zerstörer der Fletcher-Klasse und diente in der United States Navy im Zweiten Weltkrieg. Sie wurde 1946 außer Dienst gestellt und gehörte bis 1972 zur Reserveflotte. 1974 wurde sie zum Abbruch verkauft.

## Namensgeber
Rear Admiral Andrew Hull Foote (1806–1863) war Offizier der US Navy und diente im Amerikanischen Bürgerkrieg.

## Technik

### Rumpf und Antrieb
Der Rumpf der USS Foote war 114,7 m lang und 12,2 m breit. Der Tiefgang betrug 5,4 m, die Verdrängung 2.100 Tonnen. Der Antrieb des Schiffs erfolgte durch zwei Dampfturbinen von General Electric, der Dampf wurde in vier Kesseln von Babcock & Wilcox erzeugt. Die Leistung betrug 60.000 Wellen-PS, die Höchstgeschwindigkeit lag bei 35 Knoten.

### Bewaffnung und Elektronik
Hauptbewaffnung der USS Foote  waren ihre fünf 5" (127 mm)/38 Mk.30-Einzeltürme. Dazu kamen diverse Flugabwehrkanonen. Die Flugabwehrbewaffnung wurde im Laufe des Krieges immer weiter verstärkt.
Die USS Foote war mit Radar ausgerüstet. Am Mast über der Brücke waren ein SG- und ein SC-Radar montiert, mit denen Flugzeuge auf Entfernungen zwischen 15 und 30 Seemeilen und Schiffe in Entfernungen zwischen 10 und 22 Seemeilen geortet werden konnten.

## Geschichte
Die USS Foote wurde am 14. April 1942 bei Bath Iron Works auf Kiel gelegt und lief am 11. Oktober 1942 vom Stapel. Die Taufpatin war J.C. Aspinwall, Enkelin des Namensgebers. Am 22. Dezember 1942 wurde der Zerstörer unter dem Kommando von Commander Bernard L. Austin in Dienst gestellt.

### 1943
Nach Erprobungs- und Ausbildungsfahrten zwischen der Ostküste der Vereinigten Staaten und Guantanamo Bay auf Kuba eskortierte die USS Foote zwischen 1. April und 9. Mai einen Geleitzug nach Casablanca. Anschließend wurde das Schiff auf den Einsatz im Pazifik vorbereitet. Am 28. Juni 1943 erreichte die Foote Nouméa und wurde der Destroyer Squadron (DesRon) 23, die Little Beavers unterstellt. Während der folgenden drei Monate eskortierte sie Konvois von Nouméa nach Guadalcanal, Efate, Espiritu Santo, Vella Lavella und Rendova. Ende September operierte sie gegen japanische Kähne, die Truppen von Kolombangara evakuieren sollten. Im Oktober wurde sie hauptsächlich im Geleitdienst eingesetzt. Am 26. und 27. Oktober deckte sie die Landungen auf den Treasury Islands. Am 31. Oktober beschoss sie im Rahmen der Landung auf Bougainville japanische Flugplätze auf Buka und Küstenbatterien auf den Shortland-Inseln. Während der Landung in der Kaiserin-Augusta-Bucht am Morgen des 1. November 1943 wurden vier japanische Kreuzer und sechs Zerstörer südlich von Rabaul gemeldet. Die Zerstörer des DesRon 23 gingen auf nördlichen Kurs, um den japanischen Verband abzufangen. Am 2. November um 2:27 Uhr wurden die japanischen Schiffe geortet. In der folgenden Seeschlacht bei der Kaiserin-Augusta-Bucht wurde die Foote von einem japanischen Long-Lance-Torpedo getroffen. Durch den Torpedotreffer verlor sie ihr Heck. 19 Mann wurden getötet und 17 verwundet. Trotz der schweren Beschädigung gelang es der Besatzung den Zerstörer schwimmend zu halten, so dass das Schiff, begleitet von der Charles Ausburne, zur provisorischen Reparatur nach Purvis Bay geschleppt werden konnte, wo sie am 4. November einlief.

### 1944
Am 4. März lief die USS Foote, geschleppt von der SS Gulf Star, in San Pedro ein, um repariert und modernisiert zu werden. Zwischen 4. August und 24. Oktober diente sie in San Francisco als Trainingsschiff für die Erstbesatzungen der Zerstörerneubauten. Anschließend fuhr sie nach Kossol Roads, Palau und gehörte ab 13. November zum Schirm einer Flugzeugträgergruppe, die die Konvois von Manus nach Leyte aus der Luft schützte. Ab 24. Dezember wurde sie für die Schlacht um Luzon vorbereitet.

### 1945
Am 4. Januar 1945 traf die USS Foote auf die amphibische Landungsgruppe, deren Ziel der Golf von Lingayen war. Vor der Landung am 9. Januar beschoss sie Ziel in Strandnähe. Nach einer schnellen Verlegung nach Leyte, um einen Nachschubverband zu eskortieren, operierte sie im Golf von Lingayen und kehrte erneut am 31. März nach Leyte zurück. Bis zum 13. Mai war sie im Geleitdienst eingesetzt und wurde anschließend nach Okinawa verlegt. Dort diente sie als Radarvorposten und schoss während der zahlreichen Luftangriffe ein Flugzeug ab. Sie nahm an den Landungen auf Iheya-jima zwischen dem 3. und 6. Juni sowie der Landung auf Aguni Shima am 9. Juni 1945 teil. Bis zum 10. September patrouillierte sie in den Gewässern vor Okinawa. Am 7. Oktober 1945 erreichte sie New York und nahm an der Siegesparade im New Yorker Hafen teil.

## Verbleib
Die USS Foote wurde am 18. April 1946 außer Dienst gestellt und der Reserveflotte zugeordnet. Am 1. Oktober 1972 wurde sie aus der Flottenliste gestrichen und am 2. Januar 1974 zum Abbruch verkauft.

## Auszeichnungen
Die USS Foote erhielt vier Battle Stars für ihre Dienste im Zweiten Weltkrieg.